# 米伦 (奥地利)
米伦是奥地利施蒂利亚州穆劳县的一个市镇。总面积50.81平方公里，总人口1000人，人口密度19.7人/平方公里（2005年）。